# Madrid al desnudo
Madrid al desnudo  es una película dirigida por Jacinto Molina en 1979, y protagonizada por Fernando Fernán Gómez,  Paul Naschy y  Rosanna Yanni. Adaptación de un texto de Eduardo Targioni.

## Argumento
Baltasar es un hombre muy importante de  Madrid y  se ve obligado a poner dinero en una película para promocionar a Esmeralda, una actriz  que se  prostituye para llegar a ser una gran actriz.